# Marjory Stoneman Douglas
Pour les articles homonymes, voir Douglas.
Marjory Stoneman Douglas, née le 7 avril 1890 à Minneapolis et morte le 14 mai 1998 à Miami, est une auteure, journaliste et environnementaliste américaine. Elle est connue pour avoir défendu durant une grande partie de sa vie la région des Everglades, combat qu'elle débute lorsqu'elle est journaliste indépendante.
Stoneman Douglas grandit en Nouvelle-Angleterre aux côtés de sa mère. Après l'université, le décès de sa mère et un mariage raté, elle rejoint son père en Floride. Elle travaille d'abord pour le Miami Herald avant de devenir journaliste indépendante. En 1947, elle écrit The Everglades: River of Grass un ouvrage qui sensibilise l'opinion publique à la protection des Everglades. Elle se bat également pour les droits des femmes et le mouvement des droits civiques.
Pour son action en faveur de la préservation des zones humides du sud de la Floride, elle est surnommée la « Grande Dame des Everglades » ou la « Grand-mère des Evergales ». À ce titre, elle reçoit la médaille présidentielle de la Liberté en 1993. Stoneman Douglas meurt à l'âge de 108 ans.

## Jeunesse et études

### Premières années

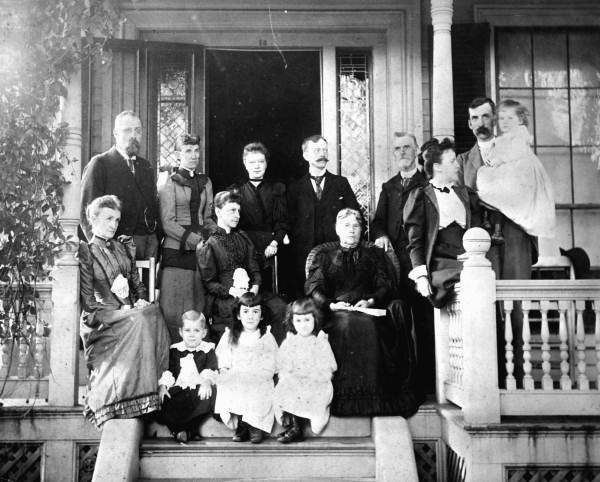
La famille Stoneman-Trefethen en 1893. Marjory est dans les bras de son père, à droite.

Marjory Stoneman est née le 7 avril 1890 à Minneapolis, dans le Minnesota. Elle est la fille unique de Frank Bryant Stoneman (1857-1941) et de Florence Lillian Trefethen (1859-1912), violoniste. L'un de ses premiers souvenirs est celui de son père lui lisant Le Chant de Hiawatha, elle aurait éclaté en sanglots en apprenant que l'arbre devait donner sa vie pour fournir à Hiawatha le bois nécessaire pour construire un canoë. Elle est une lectrice précoce et vorace. Son premier livre est Alice au pays des merveilles, qu'elle conserve à l'âge adulte jusqu'à ce qu'« un démon de forme humaine l'emprunte et ne le rende pas ». Elle visite la Floride à l'âge de quatre ans. De cette visite, elle se souvient avoir cueilli une orange d'un arbre de l'hôtel de Tampa Bay. De Tampa, elle embarque avec ses parents pour une croisière jusqu'à La Havane.
Les parents de Marjory Stoneman se séparent lorsqu'elle a six ans. Les échecs professionnels de son père conduisent sa mère à rejoindre la maison de la famille Trefethen à Taunton dans le Massachusetts. Elle y vit avec sa mère, sa tante et ses grands-parents, qui ne s'entendent pas et critiquent constamment son père, à son grand désarroi. Sa mère, que Marjory Stoneman qualifie d'« à fleur de peau », séjourne à plusieurs reprises dans un hôpital psychiatrique de Providence. La séparation de ses parents et les querelles au sein de sa famille maternelle lui causent des terreurs nocturnes. Elle estime que c'est cette enfance qui l'a rendue « sceptique et contestataire ».
Dans sa jeunesse, Marjory Stoneman trouve du réconfort dans la lecture puis l'écriture. À seize ans, elle écrit dans la publication pour enfants la plus populaire de l'époque, St. Nicholas Magazine (en), avec une énigme intitulée Double Beheadings and Double Curtailings (Double décapitation et double raccourcissement). En 1907, à dix-sept ans, le Boston Herald lui décerne un prix pour An Early Morning Paddle (Le Canoë au petit matin), l'histoire d'un garçon qui regarde le lever du soleil depuis un canoë. Alors que la santé de sa mère se détériore, elle assume de plus en plus de responsabilités au sein de la famille, gérant notamment une partie des finances familiales.

### Université et mariage

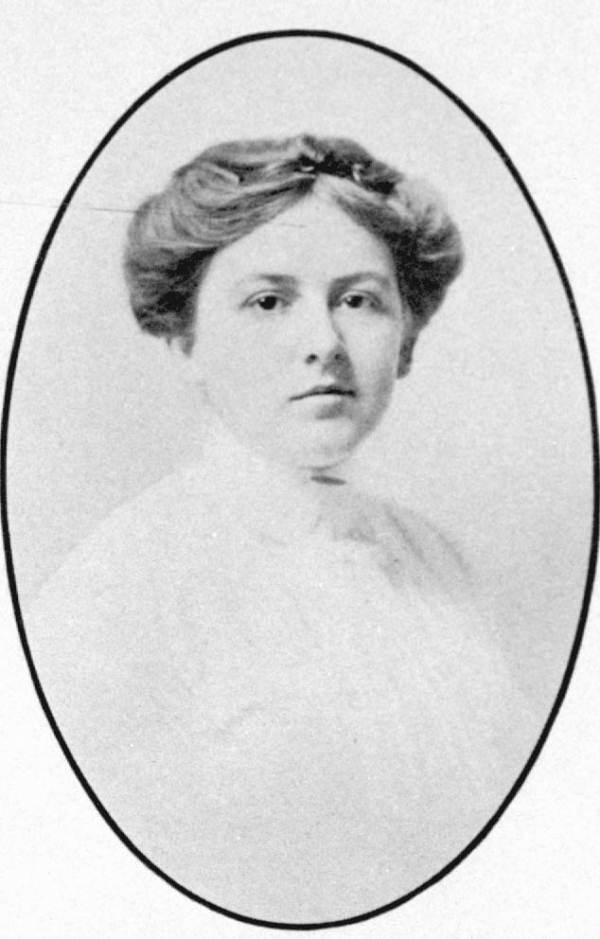
Marjory Stoneman en dernière année au Wellesley College.

Marjory Stoneman rejoint l'université en 1908, malgré ses appréhensions concernant la santé de sa mère. Sa tante et sa grand-mère partagent ses préoccupations, mais considèrent que la jeune femme doit quitter le domicile familial pour commencer sa propre vie. Au Wellesley College, elle est une élève brillante. Elle obtient un baccalauréat universitaire ès lettres en anglais en 1912, se distinguant particulièrement lors des cours d'élocution. Avec six autres camarades, elle intègre le premier club en faveur du droit de vote des femmes de l'université. Durant sa dernière année, alors qu’elle rend visite à sa famille, sa mère lui montre une bosse sur sa poitrine. Elle organise l'opération de sa mère. Après la cérémonie de remise des diplômes, sa tante lui révèle que la grosseur s'est métastasée. Sa mère meurt quelques mois plus tard. La famille la laisse gérer l'enterrement.
Avec plusieurs amis de l'université, elle occupe plusieurs emplois qui ne lui conviennent pas. Marjory Stoneman rencontre Kenneth Douglas en 1914. Douglas, âgé de trente ans, se présente comme l'éditeur d'un journal. Impressionnée par ses bonnes manières et l'attention qu'il lui porte, elle l'épouse dans les trois mois suivant leur rencontre. Le mariage se dégrade vite, lorsqu'elle découvre qu'il n'est qu'un escroc. Douglas était déjà marié à une autre femme. Bien qu'il reste six mois en prison pour fraude, elle lui reste fidèle. Douglas tente par la suite d'arnaquer le père de Marjory, Frank Stoneman,,. Son oncle la persuade alors de s'installer à Miami et de mettre fin au mariage. À l'automne 1915, Marjory Stoneman Douglas quitte la Nouvelle-Angleterre pour retrouver son père, qu'elle n'avait pas vu depuis la séparation de ses parents. Peu de temps auparavant, son père épouse Lillius Eleanor Shine, une arrière-arrière-petite-fille de Thomas Jefferson. Marjory Stoneman Douglas écrira plus tard que Lilla Shine « est restée [sa] première et meilleure amie durant toute [sa] vie en Floride ».

## Carrière d'écrivain

### The Miami Herald
Stoneman Douglas s'installe dans le sud de la Floride alors que moins de 5 000 personnes vivent à Miami, qui n'est alors « rien de plus qu'un terminal ferroviaire idéalisé ». Son père, Frank Stoneman, est le premier éditeur du journal qui deviendra The Miami Herald. Il s'oppose passionnément au gouverneur de Floride, Napoleon Bonaparte Broward, et à ses tentatives d'assécher les Everglades. Les relations entre Stoneman et Broward sont si tendues que; lorsque Stoneman est élu juge de circuit; le gouverneur refuse de valider son élection. Stoneman est qualifié de « juge » pour le restant de ses jours, sans avoir réellement occupé le poste.
Stoneman Douglas rejoint l'équipe du journal en 1915. Elle tient d'abord une chronique mondaine traitant des réceptions et événements mondains locaux, mais peu de choses se passant à Miami elle avouera avoir inventé certaines histoires. Lorsque son père part en vacances, presque un an après son arrivée à Miami, il lui confie la responsabilité de l'éditorial. Elle rivalise alors avec le rédacteur en chef du Miami Metropolis qui, grâce à sa meilleure connaissance de l'histoire locale, se permet de se moquer de Stoneman Douglas. Son père la réprimande et l'incite à mieux vérifier ses faits.
En 1916, Stoneman Douglas se voit confier la rédaction d'un article sur la première femme de Miami à rejoindre la réserve de la Marine américaine. Lorsque celle-ci ne présente pas à l'interview, Stoneman Douglas rejoint elle-même la marine en tant que Yeoman (F) de première classe. Les horaires matinaux ne lui conviennent pas et ses supérieurs n'apprécient guère ses corrections de leurs erreurs grammaticales. Elle demande à être démobilisée et rejoint les rangs de la Croix-Rouge américaine, qui l'envoie à Paris. Elle assiste aux célébrations de la rue de Rivoli lors de la signature de l'armistice et s'occupe des réfugiés de guerre, une expérience qui l'aidera « à comprendre le sort des réfugiés à Miami soixante ans plus tard ».
Après la Première Guerre mondiale, elle devient rédacteur en chef adjoint du Miami Herald. Elle acquiert une certaine renommée pour sa chronique quotidienne, The Galley, et devient une célébrité locale. Dans cette colonne, qui débute souvent par un poème, Stoneman Douglas se prononce en faveur d'une planification urbaine responsable à Miami (qui gagne 100 000 habitants en dix ans), du droit de vote des femmes, des droits civiques et d'une amélioration de l'hygiène publique tout en combattant la prohibition et les droits de douane. Dans certains articles, elle soutient que la richesse de la région se trouve dans son « inévitable développement ». Elle est parallèlement rémunérée cent dollars par semaine pour écrire des publicités faisant l'éloge du développement du Sud de la Floride, des écrits qu'elle dira plus tard regretter.
Au début des années 1920, elle écrivait Martin Tabert of North Dakota is Walking Florida Now, une ballade déplorant le décès d'un vagabond de 22 ans, battu à mort dans un camp de travail. Publié dans le Miami Herald, le texte est lu lors d'une session de la législature de Floride qui voit l'adoption d'une loi interdisant les condamnations au travail forcé au service d'entreprises privées, en grande partie grâce à la ballade. Stoneman Douglas affirmera dans son autobiographie : « Je pense que c'est la chose la plus importante que j'ai jamais pu accomplir grâce à mes écrits ».

### Journaliste indépendante
Stoneman Douglas quitte le Miami Herald en 1923 pour devenir un auteur indépendant. Entre 1920 et 1990, elle publie plus de 109 articles ou histoires de fiction. L'une de ses premières histoires est vendue au magazine pulp Black Mask pour 600 dollars (ce qui équivaut à 8 620 dollars en 2018). Elle écrit également plus de quarante récits pour The Saturday Evening Post, l'une d'elles (Story of a Homely Woman) est reprise en 1937 dans la compilation des meilleures nouvelles du journal. Ses fictions se déroulent le plus souvent en Floride du Sud, aux Caraïbes et en Europe durant la Première Guerre mondiale, et mettent scène des femmes indépendantes ou des outsiders faisant face à des injustices sociales ou naturelles. Plusieurs de ses premiers écrits parlent des Everglades : Plumes, publié en 1930 dans le Saturday Evening Post et basé sur le meurtre de Guy Bradley (en) par des braconniers, ou encore Wings, un récit publié en 1931 dans le Post et critiquant le massacre de limicoles des Everglades pour leur plumage. En 1928, sa nouvelle Peculiar Treasure of a King est finaliste des O. Henry Awards.
Au cours des années 1930, elle est chargée d'écrire une brochure en faveur d'un jardin botanique intitulée An argument for the establishment of a tropical botanical garden in South Florida (Un Argument pour l'établissement d'un jardin botanique tropical dans le sud de la Floride). En raison du succès de la brochure, elle est invitée à prononcer des discours dans de nombreuses associations botaniques et siège au conseil d'administration soutenant la création du jardin botanique tropical Fairchild. Elle estime que le parc est « l'une des plus grandes réalisations de l'époque ».
Stoneman Douglas s'implique dans le théâtre de Miami et écrit quelques pièces d'un seul acte, à la mode dans les années 1930. L'un d'eux, The Gallows Gate, porte sur une dispute entre un père et une mère au sujet de leur fils condamné à mort par pendaison. Elle est inspirée par son père, témoin de pendaisons lorsqu'il vivait dans l'Ouest. La pièce gagne un concours en Floride et finit par remporter 500 dollars lors d'un concours national, après avoir été réécrite en trois actes. Avec William W. Muir, mari son amie journaliste Helen Muir (en), elle écrit Storm Warnings, une pièce librement inspirée de la vie du gangster Al Capone. Lors de sa représentation, certains hommes de main de Capone se présentent au théâtre, « ajoutant un frisson supplémentaire au public cette nuit-là » bien qu'ils ne causent aucun problème. Stoneman Douglas écrit également la préface du guide de Miami et ses environs de la Work Projects Administration, publié en 1941 dans le cadre de la série de guides américains du Federal Writers' Project.
De 1942 à 1949, Stoneman Douglas dirige la rubrique littéraire du Miami Herald. Elle est par ailleurs rédacteur en chef des éditions de l'université de Miami (University of Miami Press) de 1960 à 1963. Stoneman Douglas écrit également quatre romans, dont le premier Road to the Sun est publié en 1952, ainsi que plusieurs ouvrages documentaires sur des sujets régionaux, dont l'observation ornithologique Floride et David Fairchild, un biologiste à l'origine du jardin botanique de Miami. Son autobiographie, Marjory Stoneman Douglas: Voice of the River, est écrite en collaboration avec John Rothchild en 1987. Lorsqu'elle meurt en 1998, elle travaille depuis plusieurs années à la rédaction d'un livre sur W. H. Hudson, s'étant rendue plusieurs fois en Argentine et en Angleterre pour le sujet. L'ouvrage n'est toutefois pas achevé à sa mort.

### The Everglades: River of Grass

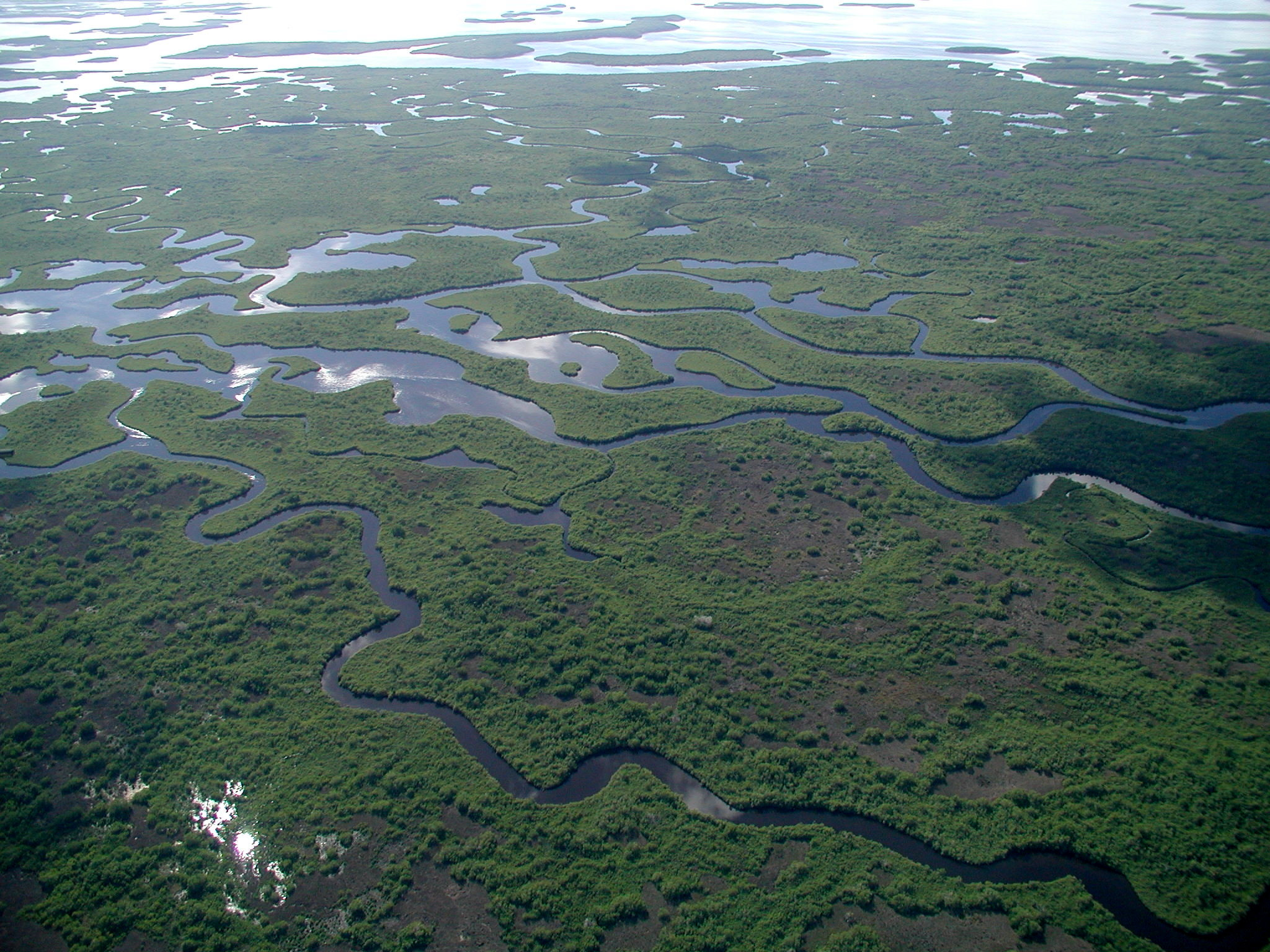
The Everglades: River of Grass sensibilise l'opinion publique à la protection des Everglades.

Au début des années 1940, Stoneman Douglas est approchée par l'éditeur de la série Rivers of America pour écrire sur la rivière Miami. Elle est peu impressionnée par la rivière, qu'elle estime ne faire qu'« un pouce de long ». Ses recherches la mènent toutefois à un sujet qu'elle juge plus intéressant : les Everglades. Elle persuade l'éditeur d'écrire sur la zone humide et passe cinq années à poursuivre ses recherches sur l'écologie et l'histoire des Everglades et du sud de la Floride. Elle travaille notamment avec le géologue Garald Parker, qui découvre que l'eau douce de toute la région provient de l'aquifère de Biscayne, lui-même alimenté par les Everglades. Stoneman Douglas propose le titre du livre River of Grass (« rivière d'herbe ») en référence à l'eau douce en provenance du lac Okeechobee. Parker valide le nom de l'ouvrage, qui deviendra le surnom des Everglades.
The Everglades: River of Grass est publié en 1947 et connaît une rupture de stock après un mois. La première ligne du livre, « il n'y a pas d'autres Everglades dans le monde » (en anglais : « There are no other Everglades in the world »), est considérée comme « le plus célèbre passage jamais écrit sur les Everglades ». Dans son ouvrage, Stoneman Douglas décrit les Everglades comme un écosystème entourant une rivière digne de protection, inévitablement lié aux habitants et aux cultures du sud de la Floride. Elle souligne la disparition imminente de l'écosystème dans son dernier chapitre, The Eleventh Hour (La Onzième Heure).
The Everglades: River of Grass sensibilise l'opinion publique à la protection des Everglades. Le livre sera plus tard comparé à Printemps silencieux de Rachel Carson (1962) sur les effets nocifs du DDT. Pour Julie Hauserman du St. Petersburg Times, les deux livres sont « des appels à l'action novateurs qui ont attiré l'attention des citoyens et des personnalités politiques ». Son impact se ressent encore, l'ouvrage attirant de nombreux touristes en Floride et « rest[ant] la référence irréfutable sur la situation critique des Everglades ».
De nombreuses éditions de The Everglades: River of Grass sont publiées, se vendant au total à plus de 500 000 exemplaires. En 1997, le Christian Science Monitor précise : « Aujourd'hui, son livre n'est pas seulement un classique de la littérature environnementale, il sert également de modèle à ce que les défenseurs de l'environnement considèrent comme le plus vaste projet de restauration environnementale jamais entrepris dans le monde ». Certains estiment toutefois que sa métaphore d'une rivière d'herbe masque et simplifie à l'extrême le réseau complexe d'écosystèmes composant les Everglades. David McCally écrit par exemple bien que Stoneman Douglas « apprécie la complexité du système environnemental » des Everglades qu'elle décrit, la conception populaire des Everglades oublie ses explications détaillées.

## Engagement

### Droits des femmes
Dès ses débuts, Stoneman Douglas s'intéresse au droit de vote des femmes. Bien qu'elle cherche à éviter les sujets polémiques au Miami Herald, après seulement trois jours au sein du journal, elle écrit une chronique sur le suffrage féminin et les femmes occupant des postes à responsabilités.
En 1917, elle se rend à Tallahassee accompagnée par Mary Baird Bryan (épouse de William Jennings Bryan) et deux autres femmes pour défendre le droit de vote des femmes. Elle ne garde pas un bon souvenir de l'accueil réservé par la législature de Floride. Elle racontera plus tard : « Nous parlions toutes les quatre à la commission, portant nos plus beaux chapeaux. Leur parler était comme parler à des gravures. Ils ne nous ont jamais prêté attention ». Douglas vote pour la première fois après son retour d'Europe en 1920.
Elle s'adresse également devant la législature de Tallahassee pour qu'elle ratifie l'amendement pour égalité des droits.

### Protection des Everglades

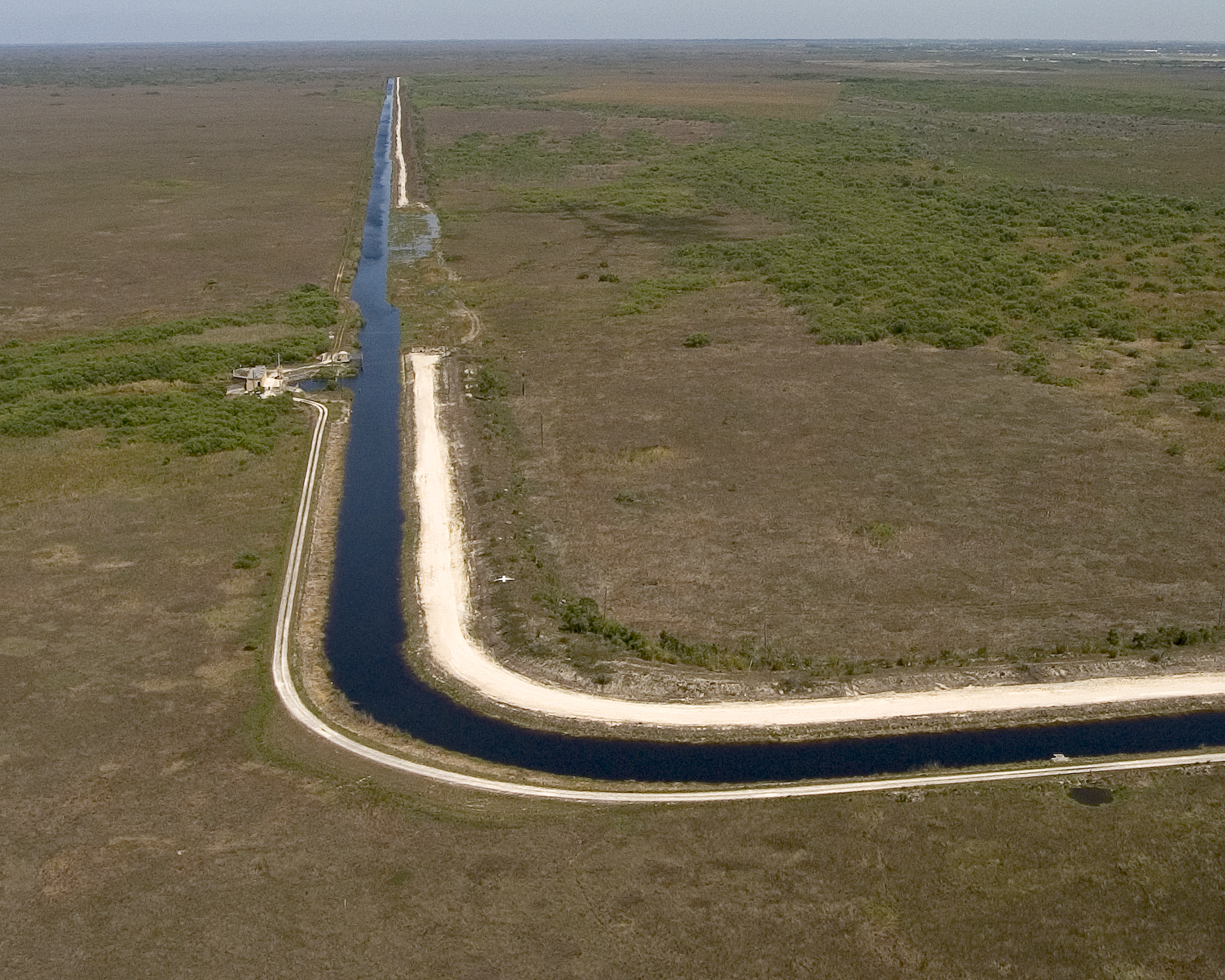
Stoneman Douglas s'est battue contre les canaux construits dans les Everglades par les USACE.

Stoneman Douglas s'implique en faveur de la protection des Everglades dans les années 1920, lorsqu'elle rejoint le conseil d'administration du comité du parc national tropical des Everglades, un groupe dirigé par Ernest F. Coe ayant pour objectif de créer un parc national aux Everglades. Dans les années 1960, les Everglades sont sur le point de disparaître en raison d'une gestion favorisant le développement immobilier et agricole. Encouragée à s'engager par des dirigeants d'associations, elle fonde en 1969, à l'âge de 79 ans, les Amis des Everglades (en anglais : Friends of the Everglades) pour protester contre la construction d'un aéroport dans les Everglades. Elle déclare à l'époque : « C'est une affaire de femme de s'intéresser à l'environnement. C'est la continuité de l'entretien de la maison ». Elle fait le tour de l'État contre le projet d'aéroport et l'association des Amis des Everglades compte 3 000 membres après trois ans. Son action lui vaut l'inimitié des soutiens au projet, qui la qualifient de « fichue chasseuse de papillons ». Grâce aux efforts de l'association et d'autres groupes, le président Richard Nixon suspend le financement du projet.
Stonement Douglas poursuivit son militantisme en concentrant ses efforts sur la restauration des Everglades, après avoir affirmé que « la protection ne signifie plus rien... Vous ne pouvez pas protéger ce que vous n'avez pas ». Elle vise notamment la coalition de producteurs de canne à sucre, surnommée Big Sugar, qu'elle accuse de polluer le lac Okeechobee qui sert de source d'eau douce pour l'aire métropolitaine de Miami. Elle distingue la culture de canne à sucre en Floride à celle des Antilles qui est, selon elle, plus respectueuse de l'environnement avec un cycle de récolte plus long, moins d'agents nocifs utilisés et un coût plus faible pour les consommateurs en raison de la teneur plus élevée en sucre.
Stoneman Douglas critique également les dommages causés par le Corps du génie de l'armée américaine, qui détourne les cours d'eau naturels en construisant plus de 1 400 milles (2 253 km) de canaux à partir de 1947. Elle soutient d'abord le Central & South Florida Project (C&SF), qui devait apporter de l'eau dans les Everglades où la ressource se fait de plus en plus rare. Elle s'oppose finalement au projet, en découvrant qu'il allait privé les Everglades d'encore davantage d'eau au profit des producteurs de canne à sucre ,.
Ses prises de position ne sont pas toujours bien reçues, notamment lorsqu'elle s'oppose au drainage de la banlieue de Miami dans l'East Everglades. Alors que le comté de Dade approuve des permis de construire dans cette zone, Stoneman Douglas est l'une des rares voix à s'opposer au projet. Elle est notamment huée à une réunion publique de 1983, huées auxquelles elle répond : « Vous ne pouvez pas huer plus fort que ça ? Regardez. Je suis une vieille dame. Je suis là depuis huit heures. Il est maintenant onze heures. J'ai toute la nuit et je suis habitué à la chaleur ». Le projet est finalement abandonné.
Bien qu'elle se consacre à la préservation des Everglades, Stoneman Douglas admet n'y avoir passé de peu de temps, ne s'y rendant que pour des pique-niques occasionnels. À ce propos, elle écrit : « être un ami des Everglades ne signifie pas forcément s'y promener. C'est infesté d'insectes, trop humide, trop inhospitalier en général ». Elle considère cependant que la santé de l'environnement est importante pour le bien-être général de l'humanité.

### Autres actions
En 1948, Stoneman Douglas siège au comité d'élimination des bidonvilles de Coconut Grove, fondé par son amie Elizabeth Virrick, scandalisée d'apprendre que les quartiers ségrégués de Coconut Grove étaient privés d'eau courante et d'égouts,. Elles contribuent à l'approbation d'une référendum exigeant des toilettes et baignoires dans tous les maisons de Miami et mettent en place un système de prêt sans intérêt pour que les résidents afro-américains de Coconut Grove puissent réaliser leurs travaux de plomberie. Elle notera plus tard que tous les emprunts avaient été remboursés.
Stoneman Douglas est également membre fondateur du premier chapitre de l'Union américaine pour les libertés civiles du Sud des États-Unis dans les années 1950.
Dans les années 1980, elle apporte son soutien au Florida Rural Legal Services, un groupe de défense des travailleurs agricoles migrants employés par l'industrie de la canne à sucre autour de Belle Glade. En 1985, elle écrit au gouverneur Bob Graham pour l'encourager à améliorer les conditions de vie des travailleurs migrants. La même année, elle se rapproche du conseil scolaire du comté de Dade pour que le Biscayne Nature Center, installé dans des stands à hot-dogs, dispose de son propre bâtiment. En 1991, le Département de l'éducation de la Floride vote un programme de 1,8 million de dollars pour la création du Marjory Stoneman Douglas Biscayne Nature Center à Crandon Park (en). Stoneman Douglas fonde l'association des amis des bibliothèques publiques de Miami-Dade (Friends of the Miami-Dade Public) avec on amie Helen Muir. Elle en est la première présidente.

## Vie privée

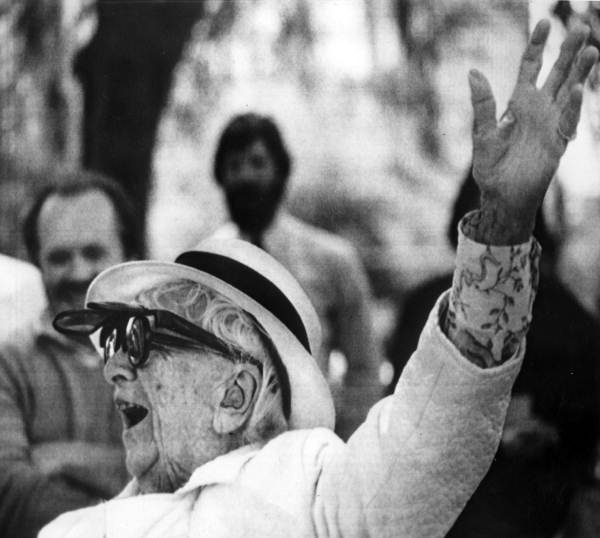
Marjory Stoneman Douglas en 1985.

### Religion
Marjory Stoneman Douglas grandit dans une famille épiscopalienne. Elle se décrit cependant comme agnostique toute sa vie et interdit toute cérémonie religieuse en sa mémoire. Elle explique son agnosticisme par l'absence de réponse à ses prières lorsque sa mère était en train de mourir.
L'auteure attribue toutefois son soutien au droit de vote des femmes à ses grands-parents paternels, des Quakers engagés en faveur de l'abolition de l'esclavage. Elle rappelle fièrement que Levi Coffin, organisateur du chemin de fer clandestin, était son arrière-arrière-grand-oncle. Son père, Frank Stoneman, grandit dans une colonie de Quakers avec qui il garde contacte même après sa conversion à l'épiscopalisme. L'écrivain Jack Davis et sa voisine Helen Muir suggèrent que cette influence des Quakers (membres de la « Société religieuse des Amis ») est à l'origine de l'utilisation par Stoneman Douglas du mot Friends pour nommer ses associations Friends of the Everglades (les amis des Everglades) et Friends of Miami-Dade Public Libraries (les amis des bibliothèques publiques de Miami-Dade).

### Santé mentale
Durant son enfance, elle est très proche de sa mère après la séparation de ses parents. Elle est témoin de la dégradation de la santé mentale de sa mère, qui la pousse à être internée. Même après sa sortie de l'hôpital, sa mère conserve des comportements étranges et enfantins.
Dans les années 1920, Stoneman Douglas subit sa première crise nerveuse, après le décès de sa mère, son déménagement à Miami et son insatisfaction à son poste de rédactrice en chef adjointe du Miami Herald. Stoneman Douglas se souvient avoir eu plusieurs périodes d'absences, brèves, avant et pendant son mariage ; elle lie ces épisodes à la démence de sa mère. Elle finit par quitter le journal, mais elle est victime d'une troisième crise à la suite de la mort de son père en 1941. Ses voisins la trouvent errant dans le quartier, de nuit, hurlant. Elle dira s'être rendu compte d'avoir un « complexe paternel », expliquant : « avoir été élevée sans lui toutes ces années, puis revenir et le trouver si gentil a eu un effet puissant ».

### Relations
Malgré son apparence discrète — mesurant 1,57 mètre pour 45 kg, avec un collier de perles, un chapeau de paille et des gants — Stoneman Douglas avait un talent pour faire partager son point de vue. Connue pour sa façon de parler en paragraphes précis, elle est respectée pour son dévouement et sa maîtrise des sujets ; même ses critiques admettent son autorité à propos des Everglades. Jeff Klinkenberg, journaliste du St. Petersburg Times qui a interviewé et écrit plusieurs articles sur Stoneman Douglas, explique : « Elle avait la langue acérée et une autorité morale embarrassant les bureaucrates et les hommes politiques pour faire bouger les choses ». Stoneman Douglas est connue pour renvoyer les journalistes qui lui posent des questions sans avoir lu ses livres ou s'être préalablement renseignés.
Elle apprécie boire du scotch et du sherry. Son amie et voisine Helen Muir se rappelle : « Elle venait prendre un sherry, puis je la raccompagnais chez elle, puis elle me raccompagnait, et nous prenions un autre sherry. Qu'est-ce qu'elle était drôle. ». L'écrivain Hervey Allen (en) surnomme Marjory Stoneman Douglas et Muir le « gang de Stewart Avenue ». Après leur verre de sherry et des bavardages, les deux amies continuaient avec discussions sérieuses sur l'avenir des bibliothèques et le rôle des femmes dans le sud de la Floride. onfidentes, elles partageaient souvent leur travail. Stoneman Douglas n'a jamais appris à conduire et n'a jamais eu de voiture. Sa maison n'avait pas de climatisation, de four électrique ou de lave-vaisselle.
Après son divorce, elle s'attache à plusieurs hommes. Elle s'enrôle dans la Croix-Rouge pour l'un d'entre eux lorsque celui rejoint la France durant la Première Guerre mondiale. Elle déclare cependant qu'elle ne croit pas aux relations extraconjugales et qu'elle n'aurait pas déshonoré son père avec des mœurs légères. En 1992, elle révèle à Klinkenberg n'avoir pas eu de relations sexuelles depuis son divorce, ajoutant « je n'étais pas une femme sauvage ». Elle aimait dire qu'elle utilisait cette émotion et cette énergie dans son travail,. Dans son autobiographie, elle écrit : « Les gens ne semblent pas se rendre compte que l'énergie qui part dans le sexe, toute l'émotion qui l'entoure, peut être bien utilisée d'autres façons ».

## Reconnaissance et hommages

### Hommages et décès

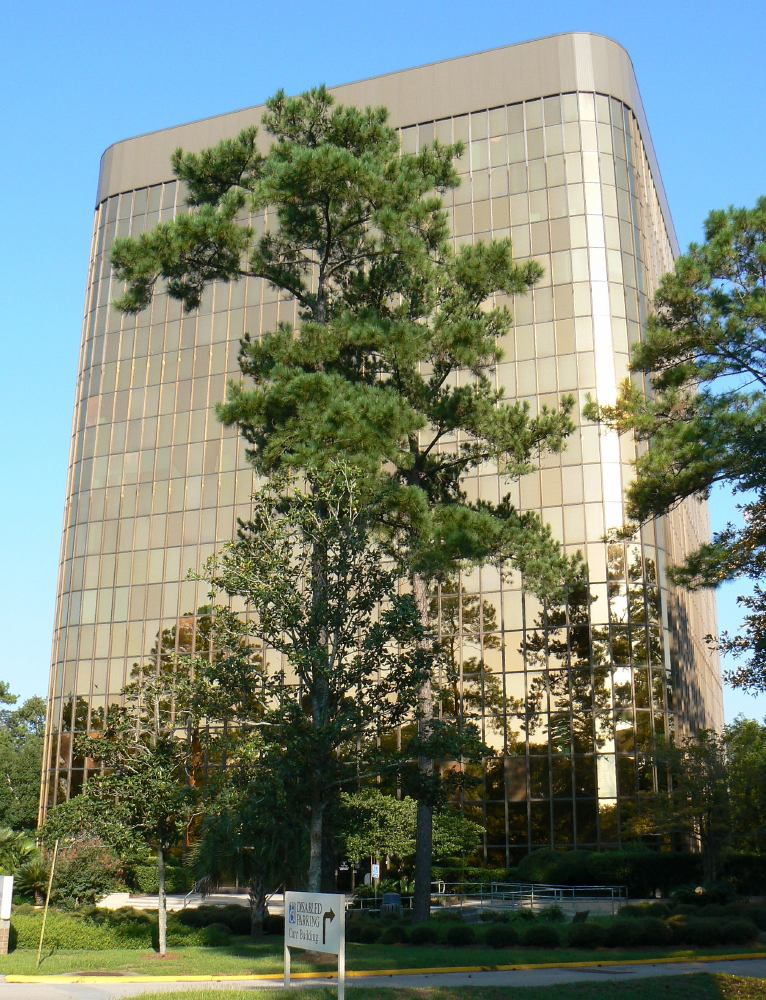
Le bâtiment Marjory Stoneman Douglas, siège du Département de la protection de l'environnement de Floride.

Stoneman Douglas est d'abord reconnue pour son travail au Miami Herald. Dans les années 1980, les prix deviennent plus prestigieux et son engagement est davantage reconnu. En 1980, le Département des ressources naturelles de Floride nomme son siège à Tallahassee en son honneur 1980. Elle confesse à une amie préférer voir les Everglades restaurées qu'avoir son nom sur un bâtiment. Lors de son cours acceptant cet honneur, elle critique le président de l'époque Ronald Reagan et son secrétaire à l'Intérieur James Watt pour leur approche timide concernant la protection de l'environnement. En 1986, la National Parks Conservation Association crée le prix Marjory Stoneman Douglas, qui honore les personnes luttant pour la protection du système de parcs nationaux.

En dépit de la cécité et de la perte d'audition, Douglas continue à être active à 100 ans passés. Elle reçoit ainsi la visite de la reine Élisabeth II en 1991, à qui elle remet une copie dédicacée de The Everglades: River of Grass. Pour son centenaire, elle demande que des arbres soient plantés plutôt que de recevoir des hommages ou des cadeaux. Plus de 100 000 arbres sont ainsi plantés à travers l'État. En 1993, alors qu'elle a 103 ans, le président Bill Clinton lui décerne la médaille présidentielle de la Liberté, la plus haute distinction civile américaine. Bien qu'elle conserve la plupart de ses distinctions chez elle, Stoneman Douglas fait don de sa médaille au Wellesley College. La citation figurant sa médaille précise : 

« Marjory Stoneman Douglas incarne un engagement passionné. Sa croisade en faveur de la préservation et de la restauration des Everglades a renforcé le respect de notre Nation pour notre précieux environnement, rappelant à tous le fragile équilibre de la nature. Les Américains reconnaissants rendent hommage à la « grand-mère des Glades » en suivant son magnifique exemple pour préserver la beauté et la splendeur de l'Amérique pour les générations futures »

Marjory Stoneman Douglas meurt à l'âge de 108 ans le 14 mai 1998. John Rothchild, qui l'a aidé à écrire son autobiographie, déclare que la mort était la seule chose qui pouvait la faire taire, ajoutant : « Le silence est terrible ». Ses cendres sont dispersées sur les 1 300 000 acres (5 261 km2) de la zone de nature sauvage portant son nom, la Marjory Stoneman Douglas Wilderness Area, dans le parc national des Everglades.
À titre posthume, elle rejoint le National Wildlife Federation Hall of Fame en 1999 et le National Women's Hall of Fame en 2000,. Avant sa mort, elle déclarait cependant : « Pourquoi devrait-il y avoir un Temple de la renommée des femmes, où j'ai entendu qu'ils comptaient me mettre ? Pourquoi pas un Temple de la renommée des citoyens ? ». Un établissement d'enseignement secondaire  de Parkland (la Marjory Stoneman Douglas High School) est baptisé en son honneur lors de son ouverture en 1990, année de son centième anniversaire.

### La maison Marjory Stoneman Douglas

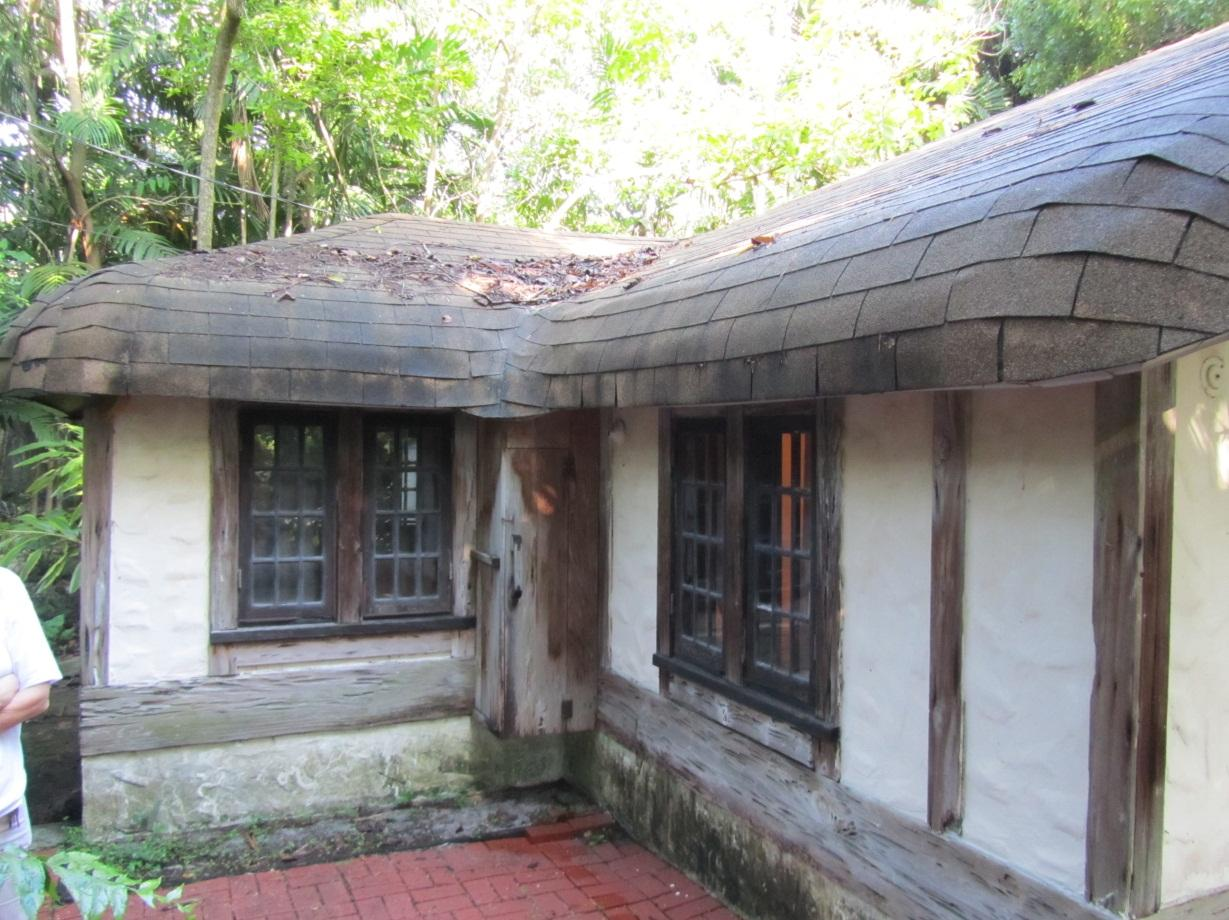
Le cottage Stoneman Douglas en 2013.

Le cottage de Stoneman Douglas à Coconut Grove situé au 3744-3754 Stewart Avenue, est construit entre 1924 et 1926. C'est là que Marjory Stoneman Douglas a écrit la plupart de ses principaux ouvrages et articles. Le lieu est désigné bâtiment historique par la ville de Miami en 1995, pour sa célèbre propriétaire ainsi que son architecture vernaculaire à la maçonnerie unique. Après la mort de Douglas, les Amis des Everglades proposent d'en faire un musée mais le projet est contesté par le voisinage. Il est alors envisagé de transféré la maison, en mauvais état, au jardin botanique tropical Fairchild, que Stoneman Douglas contribua à développer et où se trouve une statue de bronze grandeur nature commémorant ses efforts,. La maison devient la propriété de l'État de Floride, qui confie sa gestion au Florida Park Service, une division du Département de la protection de l'environnement en 2007. La maison est alors restaurée.
Le 22 avril 2015, alors qu'il prononce un discours à l'occasion du Jour de la Terre dans les Everglades, le président Barack Obama annonce que la maison est désignée National Historic Landmark.

### Dans la culture populaire
Dans l'épisode La Fugue de Bart des Simpsons, Lisa Simpson fait un buste en papier de Stoneman Douglas aux côtés de Georgia O'Keeffe et Susan B. Anthony pour rendre hommages aux femmes pionnières,.
Elle apparaît également dans le jeu vidéo d'aventure A Golden Wake sorti en 2014.